# Lago del Bourget
Il lago del Bourget (in francese lac du Bourget) è un lago nel dipartimento francese della Savoia. È il più grande e profondo lago del paese, se si eccettua la porzione francese del lago di Ginevra (234 km²). La città più importante sulle sue sponde è Aix-les-Bains, mentre Chambéry, capoluogo del dipartimento, si trova circa 10 km a sud.
Il nome del lago è legato a quello della cittadina di Le Bourget-du-Lac, sulla sponda meridionale. Il suo maggiore immissario è il fiume Leysse, mentre le sue acque defluiscono nel Rodano tramite il canale artificiale detto canal de Savières.
Il lago è associato anche al poeta Alphonse de Lamartine che qui si è ispirato per la famosa poesia romantica Le lac, all'interno della raccolta Méditations poétiques.

## Galleria d'immagini

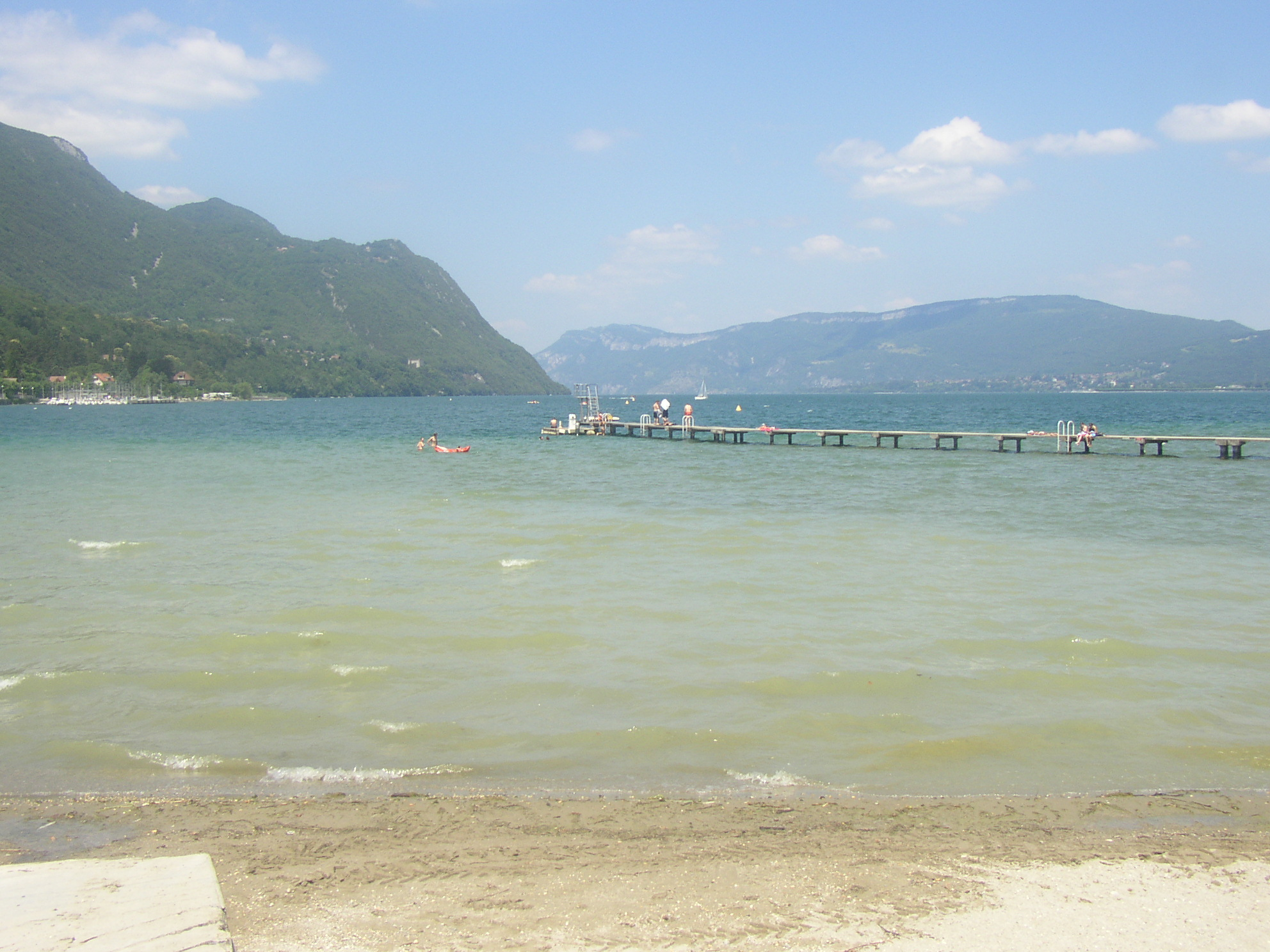
Il lago da sud
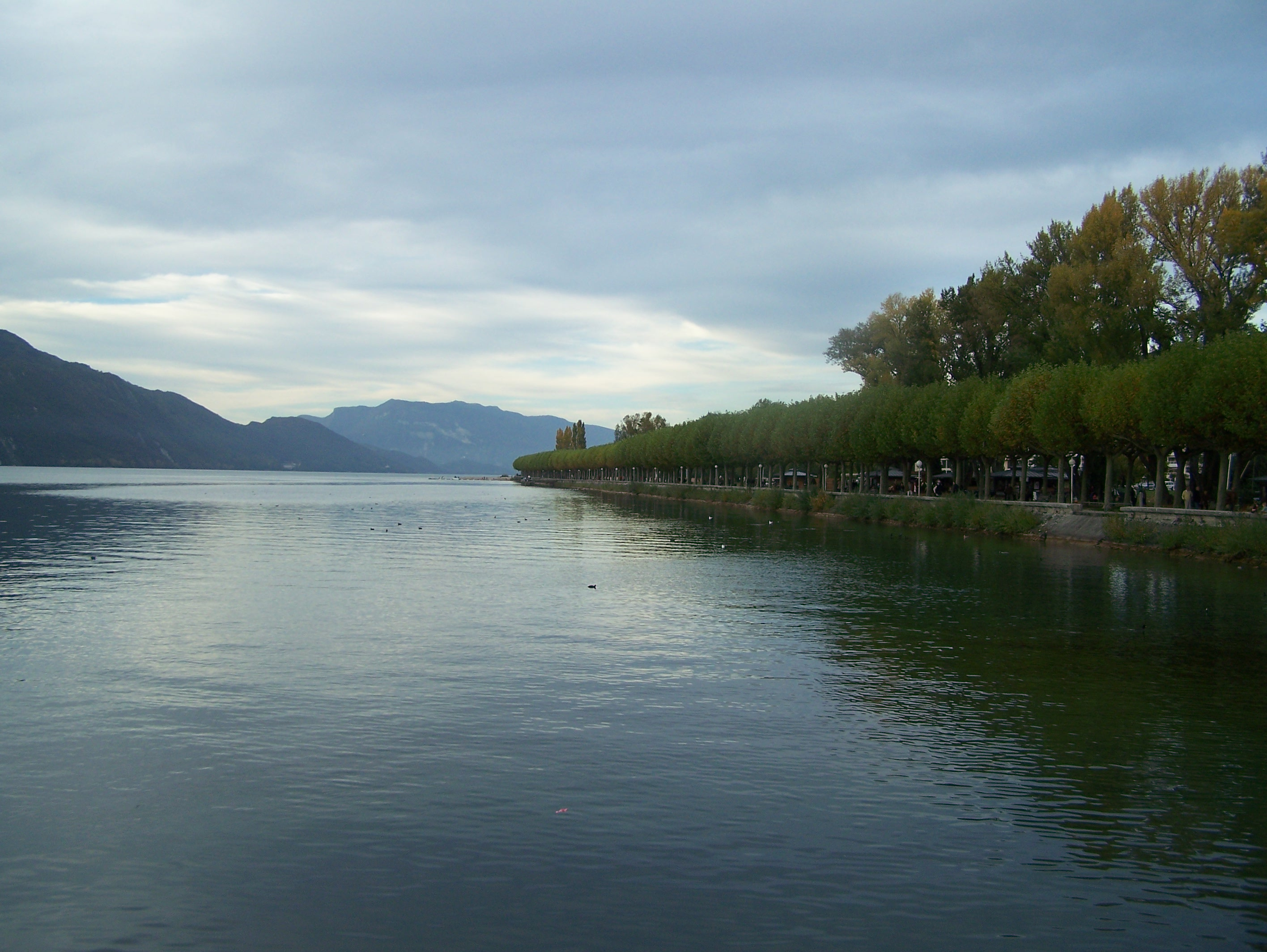
Il lago da Aix-les-Bains
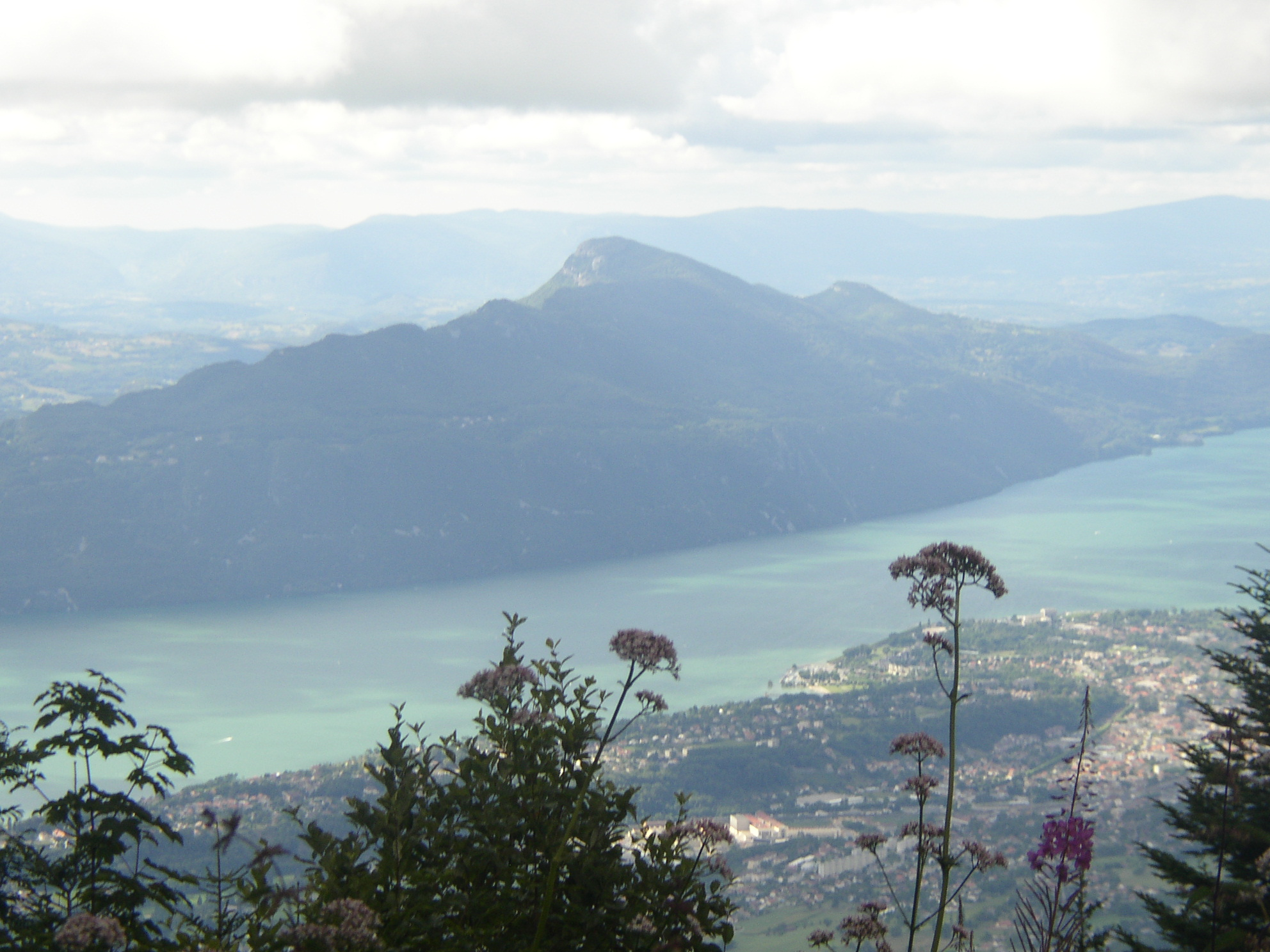
Il lago dal mont Revard